# Виртуален свят
Виртуални светове (на английски: Virtual worlds) са изкуствени среди, които са проектирани така, че да пресъздадат ситуации от реалния живот.
Продължаващото развитие на тримерната виртуална реалност и онлайн обществата води до появата на идея за създаването на нови мултимедийни общности, съществуващи и действащи в реално време. В тях потребителите могат да изследват виртуални среди, които да наподобяват реалните. Виртуалните светове представляват компютърно-базирани среди, целящи да симулират реалните такива, като при това дават възможност на потребителите, които ги използват, да взаимодействат както със средата, така и помежду си, посредством използването на т. нар. аватари, представляващи тримерен или двумерен образ на потребителя във виртуалната среда. Движенията на аватарите могат да се контролират с мишката, клавиатурата или чрез прости гласови команди. С помощта на използването на усъвършенствани интерфейси, потребителите биха могли да си взаимодействат на публични или уединени места, да споделят виртуални обекти, по подобие на живота в реалния свят. Виртуалното общуване може да се осъществява чрез жестове, мимики и говор, по подобие на общуването в реалния свят. Освен това, създадените взаимовръзки между отделните аватари, респективно между отделните потребители, могат да бъдат съхранявани в постоянно обновяващи се бази данни.

## Приложение в електронното обучение
Използването на виртуални светове в електронното обучението е от особено значение за насърчаване на конструктивното обучение, тъй като поставя обучаемите в контакт с другите в среда, която ги предизвиква да извършват дейности за самите себе си без да има определени учебни предмети и оценяване. При такъв тип обучение учащите са улеснени не само с електронните, но и с много дейности, наподобяващи контакта „лице в лице“. Виртуалният свят осигурява нов вид взаимодействия, които осигуряват по-добри обучителни практики за част от обучаемите.
Популярността на компютърните игри сред по-младите и образователните възможности на виртуалните светове, предоставят благоприятна възможност на образователните институции за включване на медия в обучението, която да се хареса на обучаемите. Виртуалните светове представляват добър избор за такава медия, макар и в някои случаи изискващ значителен финансов ресурс.
Специално създадените за обучение виртуални среди представляват генерирани от компютър среди за обучение, в които голям брой обучаеми взаимодействат помежду си във виртуален триизмерен свят, като при това учащите имат специфична образователна цел. Обучението може да се провежда във виртуална среда, близка до тази в реалната класна стая, или по определен сценарий, по подобие на ролевите игри. Пример за такава виртуална среда за обучение е ProtoSphere.
Група от специалисти работи по комбинирането на системата за управление на обучението с отворен код Moodle с виртуалната среда Second Life, разработена от Cisco Systems. Проектът носи името Sloodle Архив на оригинала от 2008-03-28 в Wayback Machine. и е в начален стадий на развитие.